# Монтелеоне (Салерно)
Монтелеоне је насеље у Италији у округу Салерно, региону Кампанија.
Према процени из 2011. у насељу је живело 154 становника. Насеље се налази на надморској висини од 114 м.